# Adrien Huannou
Adrien Huannou, né le 31 décembre 1946 à Azowlissè, aujourd'hui arrondissement de la commune d'Adjohoun, est un écrivain et universitaire béninois. Ancien professeur à l'université nationale du Bénin, c'est un spécialiste de la littérature béninoise et des littératures africaines francophones.

## Biographie
Né en 1946 à Azowlissè dans le Sud du Bénin, alors dans la colonie du Dahomey, Adrien Huannou parle, outre le français et l'anglais, plusieurs langues locales, telles que le fon et le wémé (ou wemɛgbe, wéménugbé), un dialecte gbe du Bénin méridional.
Il fait ses études supérieures à l'Institut d'enseignement supérieur du Bénin à Lomé (Togo), puis à l'université de Dakar (Sénégal), avant de les poursuivre en France, à Besançon. En 1973 il soutient, sous le titre Le réalisme militant dans les romans de Sembène Ousmane, une thèse de 3e cycle de littérature africaine à l'université de Besançon. À partir de cette date, il enseigne les littératures africaines à l'université nationale du Bénin. Le 30 novembre 1979, il soutient à l'université de Paris-Nord  une thèse de doctorat d'État intitulée Histoire de la littérature écrite de langue française dans l'ex-Dahomey (des origines à 1972), dont une version remaniée sera publiée en 1984.
À l'université du Bénin, il est doyen de la faculté des Lettres, Arts et Sciences humaines de mai 1981 à janvier 1987, secrétaire général de l'Association des écrivains et critiques littéraires (ASECL) du Bénin de 1980 à 1986, puis son président de 1986 à 1990, vice-président de l'Association internationale pour la recherche en civilisations et littératures africaines (AIRCLA) à partir de 1982, également secrétaire général de la Fédération des
associations des écrivains de l'Afrique de l'Ouest de 1987 à 1990.
Adrien Huannou est marié et père de quatre enfants.

## Publications
Liste non exhaustive.
- « Xala : une satire caustique de la société bourgeoise sénégalaise », in Présence africaine, 1977/3, no 103, p. 145-157, [lire en ligne]
- « Deux écrivains béninois : Richard Dogbeh et Jean Pliya », in Recherche, Pédagogie et Culture, no 3, janvier-février 1978, p. 17-23, [lire en ligne] (extrait)
- « Paul Hazoumé, romancier », Présence africaine, 1978/1, nos 105-106, p. 203-205, [lire en ligne]
- Trois poètes béninois : Richard Dogbeh, Eustache Prudencio, Agbossahessou,  Éditions CLE, Yaoundé, 1980, 119 p.  (ISBN 2-7235-0075-6)
- « Hommage à un grand écrivain : Paul Hazoumé », in Présence Africaine, no 114, 2e trimestre 1980, p. 204-208, [lire en ligne]
- La Littérature béninoise  à la XXXIVe Foire du livre, Francfort, 6-11 octobre 1982, Porto-Novo, 1982
- Essai sur “L'Arbre fétiche” et “Le Chimpanzé amoureux” de Jean Pliya, Abidjan, 1983
- Littératures Africaines et enseignement, XIV, Les littératures africaines dans les systèmes d'enseignement des pays africains : le cas de la république populaire du Bénin. Colloque international, Bordeaux 15-17 mars 1984 (éditeur scientifique)
- La Littérature béninoise de langue française : des origines à nos jours, Paris, 1984
- Essai sur l'esclave. Roman de Félix Couchoro, avec en annexe : Dimension historique de la question des littératures nationales d'Afrique, Cotonou, 1987
- “ Doguicimi ” de Paul Hazoumé, essais rassemblés et présentés par Robert Mane et Adrien Huannou, Paris, 1987
- La question des littératures nationales en Afrique noire, Abidjan, 1989
- La critique et l'enseignement de la littérature africaine aux États-Unis d'Amérique, Paris, 1993
- Mélanges Jean Pliya, textes présentés par Adrien Huannou, Cotonou, 1994
- Anthologie de la littérature féminine d'Afrique noire francophone, Abidjan, 1994 (textes réunis et présentés par Adrien Huannou)
- L'écrivain africain et le pouvoir politique : conférence inaugurale (22 janvier 1998), Porto-Novo, 1998
- Francophonie littéraire et identités culturelles : actes du colloque du GRELEF, Cotonou, 18-20 mars 1998, textes réunis par Adrien Huannou, Paris, Montréal, 2000
- Le roman féminin en Afrique de l'Ouest, Cotonou, Paris, Montréal, 2001
- 300 citations d'auteurs africains : la littérature africaine pour tous (compilées par Adrien Huannou), Porto-Novo, 2001
- Repères pour comprendre la littérature béninoise (textes réunis et présentés par Adrien Huannou), Cotonou, 2008
- Cinquante ans de vie littéraire au Bénin 1960-2010 : contribution au débat sur le développement culturel national, Cotonou,2010
- Le Pays Wémè d'hier à demain. Histoire, culture et développement (compilation des Actes du Colloque de Dangbo, 21-23 août 2018[14]), 2019[15]
- Introduction à la littérature béninoise, 2019[16]

## Distinctions
- Officier dans l'Ordre des Palmes Académiques, pour services rendus à la culture française (1er août 1990[2])
- Chevalier de l'ordre national du Bénin (1997)[17].
- Officier de l'ordre national du Bénin (2003)[18].
- Commandeur de l'ordre national du Bénin (2008)[19].
- Chevalier de l'Ordre international des Palmes académiques du CAMES[2]

### Filmographie
- Prof. Adrien Huannou : voyage en pays Wémè, Scribe Apéro, TJPD du 7 avril 2019, TVC Bénin, 11 min 50 s